# هوندا آفریقا تویین

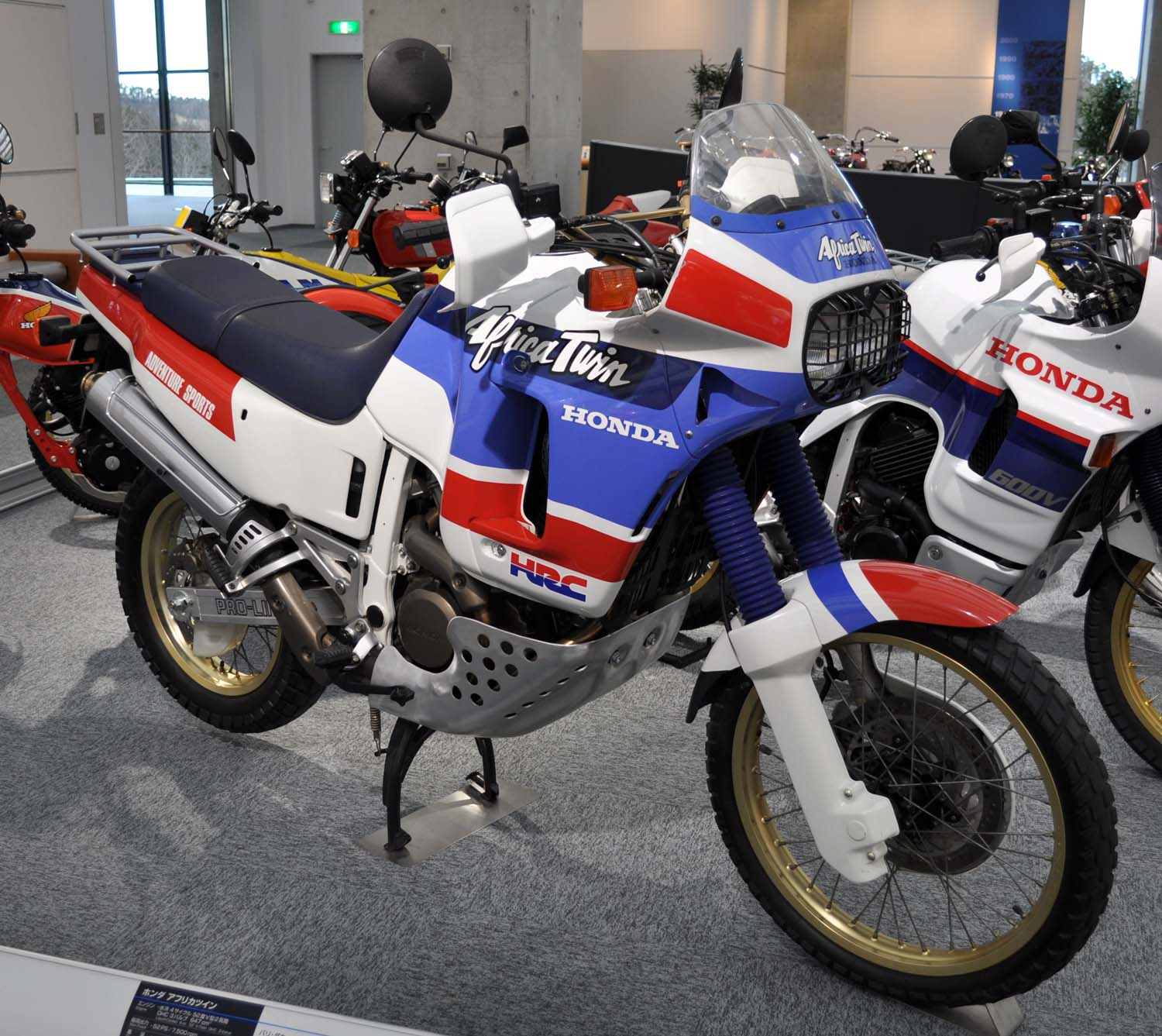
آفریقا تویین مدل ۱۹۸۸ (۶۵۰ سی‌سی)

هوندا آفریقا تویین (به انگلیسی: Honda Africa Twin) یک موتورسیکلت اسپرت دوسیلندر ژاپنی که توسط کمپانی موتورسازی هوندا از سال ۱۹۸۸ در مدل‌های مختلف در حال تولید است. آخرین مدل این موتورسیکلت هوندا سی‌آراف۱۰۰۰ال نام دارد، که در یگان پلیس ایران نیز استفاده می‌شود.

## مدل ۶۵۰ سی‌سی
این موتورسیکلت دارای یک انجین ۶۴۷ سی‌سی دوسیلندر با توان خروجی ۵۰ اسب بخار بود‌

## مدل ۷۵۰ سی‌سی
اسن موتورسیکلت دارای‌ یک انجین ۷۴۲ سی‌سی دوسیلندر با توان خروجی ۵۷ اسب بخار بود. 

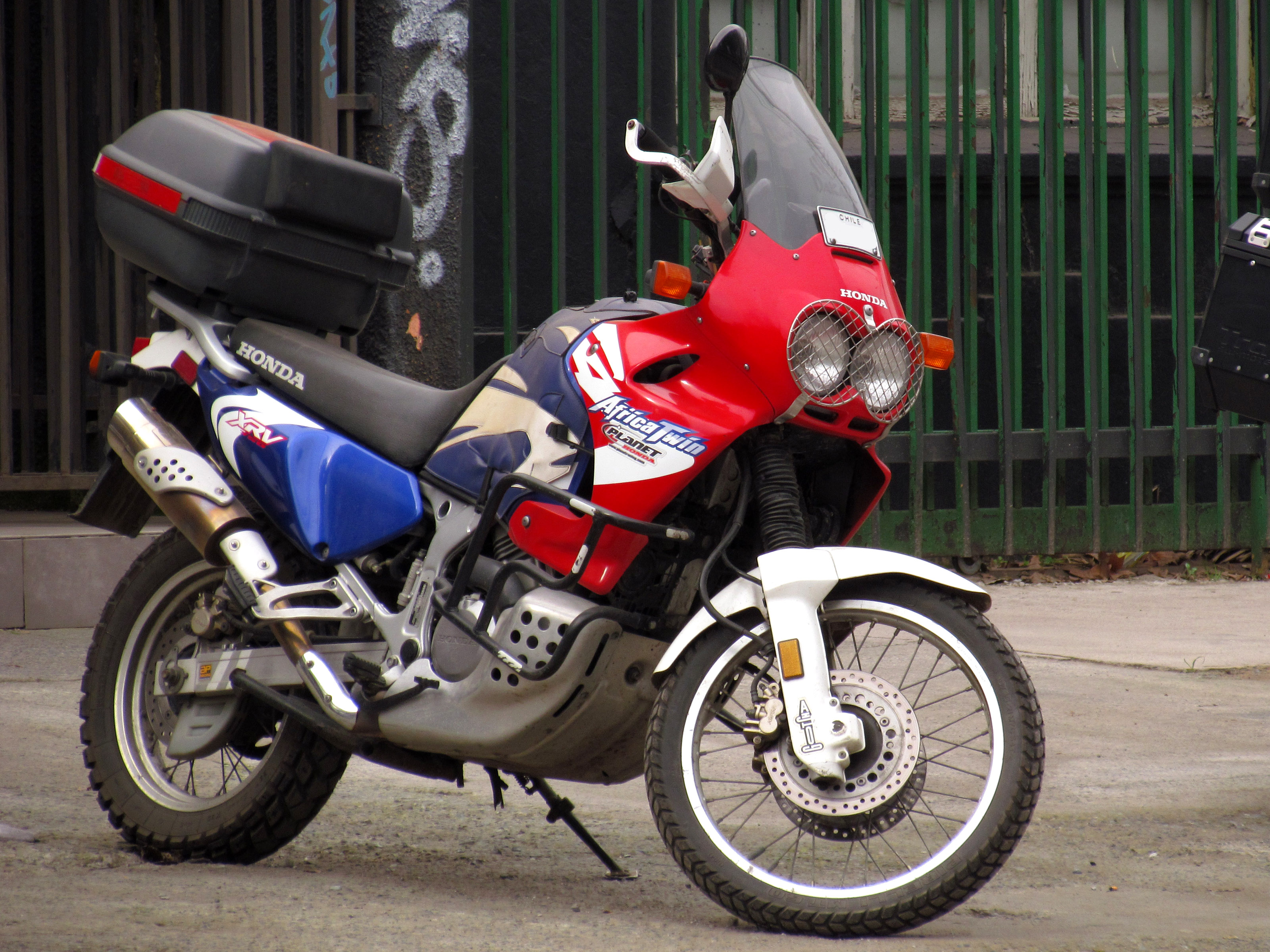
آفریقا تویین مدل ۲۰۰۰ (۷۵۰ سی‌سی)

## مدل ۱۰۰۰ سی‌سی
این موتورسیکلت از یک پیشرانه ۱۰۸۳ سی‌سی دوسیلندر ۸ سوپاپ آب خنک مجهز است. این پیشرانه توان تولید ۱۰۰ اسب بخار قدرت و ۱۰۵ نیوتون‌متر گشتاور را دارد. دو نوع گیربکس شش سرعته دستی و شش سرعته اتوماتیک دو کلاچه برای این موتورسیکلت قابل سفارش است. همچنین با عنوان هوندا سی‌آراف۱۰۰۰ال نیز شناخته می‌شود.

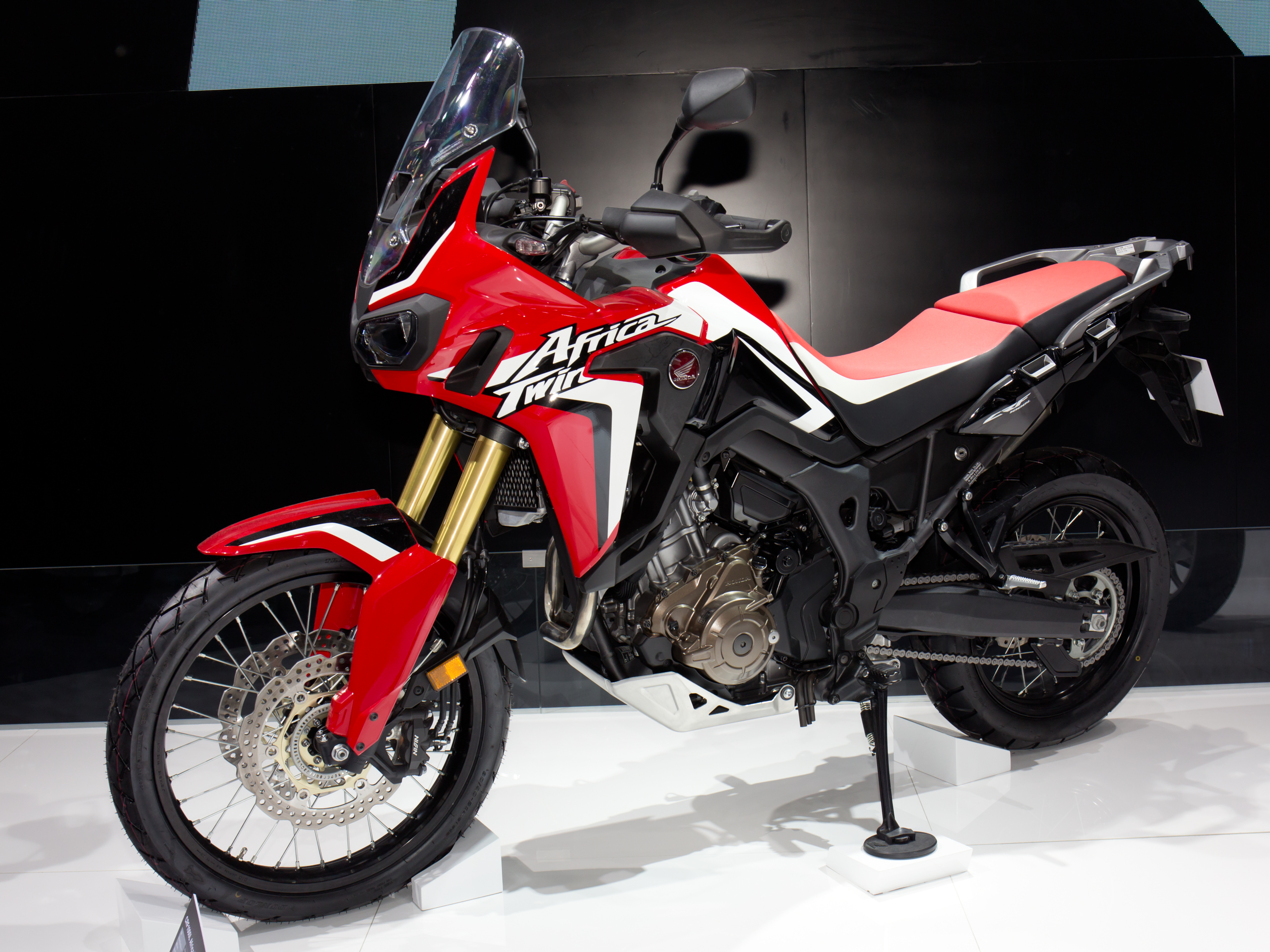
آفریقا تویین مدل ۲۰۲۰ (۱۰۰۰ سی‌سی)